# جون برادلي (لاعب كرة قدم أمريكية)
جون برادلي (بالإنجليزية: Jon Bradley)‏ هو لاعب كرة قدم أمريكية أمريكي، ولد في 13 يناير 1981 في West Helena, Arkansas ‏ في الولايات المتحدة.

## وصلات خارجية
- جون برادلي على موقع مرجع كرة القدم المحترفة.كوم (الإنجليزية)